# Pavel Šumpík
Pavel Šumpík (* 11. září 2006, Pardubice) je český juniorský silniční cyklista, jehož aktuálním působištěm je Development Team dsm–firmenich PostNL.

## Kariéra

### Juniorská léta
Pavel je mistrem ČR do 19 let v silničním závodu, dvojnásobným mistrem ČR do 19 let v časovce jednotlivců a vítězem několika juniorských závodů. Jeho talentu si všimly také WorldTour týmy, které ho chtějí získat do svých development týmů.
V říjnu 2024 Šumpík přestoupil do struktur UCI WorldTeamu dsm–firmenich PostNL, když se stal členem jeho development týmu.

## Úspěchy[7]

### 2023
- Mistr České republiky do 19 let v časovce jednotlivců

### 2024
- Celkový vítěz Grand Prix West Bohemia
  - vítěz 1. etapy
  -  vítěz bodovací soutěže
- Celkový vítěz Medzinárodních dní cyklistiky v Dubnica nad Váhom
  - vítěz 1. etapy
  -  vítěz bodovací soutěže
- Mistr České republiky do 19 let v silničním závodu
- Mistr České republiky do 19 let v časovce jednotlivců
- Celkový vítěz Regionem Orlicka
  - vítěz 1., 2. a 4. etapy
  -  vítěz bodovací soutěže
  -  vítěz vrchařské soutěže